# Elisabethpolder (Biervliet)
De Elisabethpolder is een polder ten oosten van Biervliet, behorende tot de Polders rond Biervliet, in de Nederlandse provincie Zeeland. 
De inpoldering betrof schorren in de Braakman die eigendom waren van het Rijk. Bedijker was Jacobus Thomaes (Zie ook: Thomaespolder). De polder werd vernoemd naar diens echtgenote, Elisabeth van Remoortel. De oppervlakte bedroeg 242 ha.
In de polder werd aan de zuidrand een uitwateringskanaal gegraven, het Kanaal Elisabethpolder. Voorts wordt de polder begrensd door de Havenstraat en de Stelledijk. In de lengterichting van de polder loopt de Lange Betteweg.